# شارون کواچ
شارون کواچ (انگلیسی: Sharon Kovacs؛ زادهٔ ۱۵ آوریل ۱۹۹۰) مشهور به کواچ خوانندهٔ اهل بارلوی هلند است. او از سال ۲۰۱۴ میلادی تاکنون مشغول فعالیت بوده‌است.